# El-Hassan Mahta
El-Hassan Mahta (arabisch الحسن مهتا; * 2. Oktober 1965) ist ein ehemaliger marokkanischer Skirennläufer.

## Karriere
Mahta nahm 1992 an den Olympischen Winterspielen in Albertville teil, wobei er mit Rang 60 im Slalom sein bestes Ergebnis erzielte. Im Riesenslalom sorgte er für ein Kuriosum: Er holte den vor ihm gestarteten Libanesen Raymond Keyrouz nicht nur ein, sondern überholte ihn während des Rennens auf der Piste. Beide Läufer wurden jedoch disqualifiziert. Dieser Vorfall führte schlussendlich zur Einführung von Qualifikationskriterien für alle nachfolgenden Spiele.
Nach den Spielen trat Mahta nicht mehr als Rennläufer in Erscheinung.

## Erfolge

### Olympische Winterspiele
- Albertville 1992: 60. Slalom, 91. Super-G, DSQ Riesenslalom